# Nikolaj Stepanovič Pimenov
Nikolaj Stepanovič Pimenov (San Pietroburgo, 24 novembre 1812 – San Pietroburgo, 5 dicembre 1864) è stato uno scultore russo.

## Biografia
Figlio d'arte dell'artista Stepan Pimenov, si avvicinò alla scultura frequentando l'Accademia di belle arti di San Pietroburgo (1824-1833), sotto la guida del padre.
Tre anni dopo si fece notare con la realizzazione della statua intitolata Ragazzo che gioca ai birilli, che si caratterizzò per alcuni elementi innovatori rispetto al Classicismo in auge all'epoca, che dimostravano un'anteprima di arte realistica.
Le stesse caratteristiche le riprodusse nei ritratti (Vsevoložskij, 1844) e nella altre sculture e nei monumenti, come ad esempio l'Ammiraglio M. L. Lazarev (1853).
Pimenov visse in una fase artistica tardo-classicista e di transizione e sostanzialmente lui aderì a questo stile nelle sue opere decorative-monumentali, come il Ponte Nikolaevskij (1850), e le opere nella cattedrale di Sant'Isacco (1854).
Inoltre Pimenov insegnò per molti anni all'Accademia di belle arti, divenendo così un punto di riferimento per i suoi numerosi allievi.

## Opere
- Ragazzo che gioca ai birilli (1836);
- Vsevoložskij (1844);
- Ponte Nikolaevskij (1850);
- Ammiraglio M. L. Lazarev (1853);
- Opere nella cattedrale di Sant'Isacco (1854).